# 小行星1256
小行星1256（1256 Normannia）是一颗围绕太阳公转的小行星。1932年8月8日，卡爾·威廉·萊茵姆特在海德堡发现了此天体。
該小行星以法國諾曼第命名。
这颗小行星的绝对星等为102.09492等。